# Terrorisme en France en 2019
Pour un article plus général, voir Chronologie des actes terroristes en France.
Cette page présente une chronologie des actes de terrorisme ou projets d'attentats en France durant l'année 2019 ainsi que des principaux événements en relation avec des attentats des années précédentes.

## Attentats
| Date        | Lieu                           | Nombre de morts        | Nombre de blessés     | Description |
| ----------- | ------------------------------ | ---------------------- | --------------------- | --- |
| 5 mars      | Condé-sur-Sarthe               | 1 (1 terroriste)       | 3 (dont 1 terroriste) | Deux surveillants de la prison de Condé-sur-Sarthe (Orne), sont poignardés par un détenu radicalisé. Selon un délégué syndical FO de la prison, il aurait crié « Allah Akbar ». « Le caractère terroriste de cette attaque ne fait aucun doute », pour la ministre de la Justice, l'individu Michaël Chiolo, 27 ans, se réclame de l'État islamique et vouloir « venger Cherif Chekatt ». Son épouse, Hanane Aboulhana, a fait rentrer deux couteaux en céramique dans l'unité de vie familiale (UMV). Lors de l'assaut du RAID, le détenu est grièvement blessé par balles, tandis que sa compagne, également touchée par balles, succombera quelques minutes plus tard. Le 22 mars, trois détenus (dont Jérémy Bailly, membre de la cellule terroriste de Cannes - Torcy) sont mis en examen pour « association de malfaiteurs terroriste criminelle » et un quatrième pour « complicité de tentative d’assassinats sur personnes dépositaires de l’autorité publique en relation avec une entreprise terroriste » à la suite d'écoutes téléphoniques de conversations avec Michaël Chiolo réalisées avant son attaque. |
| 9 mars      | Piana (Corse-du-Sud)           | 0                      | 0                     | Deux villas, des résidences secondaires, ont été endommagées par des charges explosives couplées à des bouteilles de gaz. |
| 9 mars      | Taglio Isolaccio (Haute-Corse) | 0                      | 0                     | Deux habitations sont visées par des incendies criminels, 4 bouteilles de gaz sont trouvées sur les lieux. |
| 10 mars     | Patrimonio (Haute-Corse)       | 0                      | 0                     | Une résidence secondaire est volontairement incendiée ainsi qu'une voiture. 4 bouteilles de gaz dont les robinets étaient ouverts, et un bidon d'essence ont été retrouvés sur place. |
| 29 mars     | Sagone, Venzolasca (Corse)     | 0                      | 0                     | Deux villas, l'une à Sagone en Haute Corse et l'autre à Venzolasca (Corse du Sud), ont été fortement endommagées par des charges explosives, dont l'une faisait treize kilos. Les explosifs étaient reliés à des bouteilles de gaz. |
| 24 mai      | Lyon                           | 0                      | 14                    | Attentat à la bombe dans la rue Victor-Hugo à Lyon, devant l'enseigne Brioche dorée. Le bilan est de treize blessés. La section antiterroriste du parquet de Paris s'est saisie de l'affaire. Le 29 mai, le principal suspect avoue être l'auteur de l'attentat et avoir prêté allégeance à l'État islamique. Les policiers avaient trouvé des contacts du groupe État islamique dans son ordinateur. |
| 27 juin     | Brest                          | 1 (l'auteur)           | 2                     | Une fusillade devant la mosquée Sunna fait deux blessées, l'imam Rachid Eljay et un homme de 26 ans. Arrivé en voiture vers 16 h, Karl F., le tireur lyonnais âgé de 21 ans, tire six coups de feu environ depuis son véhicule avant de prendre la fuite. Il est retrouvé mort à quelques centaines de mètres du lieu du crime. |
| 3 octobre   | Paris                          | 5 (dont un terroriste) | 2                     | Quatre fonctionnaires de police sont tués dans une agression par un couteau de cuisine en céramique à la préfecture de police de paris par un individu qui y travaillait. Le parquet national antiterroriste s'est saisi de l'affaire. Converti à l'islam depuis 2008, il serait par la suite rapproché des tendances salafistes. En février 2020, les enquêteurs confirment la piste terroriste,. |
| 28 octobre  | Bayonne                        | 0                      | 2                     | Un ancien membre du Front national (et ex-candidat aux élections départementales françaises de 2015) tente d'incendier la mosquée de Bayonne, en France, puis tire sur deux fidèles qui sortaient du bâtiment, les blessant gravement, avant d'incendier une voiture et de s'enfuir ; il est arrêté peu après à son domicile par la police, qui trouve une arme de poing et une bonbonne de gaz dans son véhicule, |
| 20 décembre | Rondinara (Corse du Sud)       | 0                      | 0                     | Une villa appartenant à Pierre Ferracci est visée par un attentat à la bonbonne de gaz dans la nuit du 19 au 20 décembre. La villa, située dans la baie de Rondinara a été fortement endommagée. Elle faisait l'objet d'un contentieux judiciaire sur la validité de son permis de construction. L'attaque est revendiquée par une branche du Front de libération nationale corse, qui dit s'opposer à la « disparition progressive et programmée [du] peuple [corse] » que voudrait la France. |

## Tentatives d'attentats déjouées
| Date              | Lieu                               | Description |
| ----------------- | ---------------------------------- | --- |
| 10 février        | Saint-Denis (Seine-Saint-Denis)    | Un homme de 35 ans connu par les forces de l'ordre pour sa radicalisation est arrêté 10 février à Saint-Denis. Récemment sorti de prison, il est arrêté pour détention d'armes à feu. |
| 1er mars          | Strasbourg                         | Le grand frère de Cherif Chekatt, l'auteur de l'attaque du 11 décembre 2018 à Strasbourg, a été interpellé vendredi 1er mars, dans l'après-midi, à son domicile strasbourgeois, a appris franceinfo de source policière, confirmant une information des Dernières Nouvelles d'Alsace. Dans des publications sur son compte Facebook, Malek Chekatt, 37 ans, a menacé de commettre un attentat. Il a également posté une photo avec cinq armes. Après plusieurs perquisitions, ces armes s'avèrent factices, a appris franceinfo de source policière. "Bientôt une vie qui s'éteint. J'allumerai une bougie. Préparons un grand festin", peut-on lire dans deux de ses publications. "Tout est prêt, je demande à mes contacts de garder le silence", ajoute-t-il au-dessus d'une photo montrant les armes. |
| 10 mars           | di Pietrabugno (Corse)             | Un complexe immobilier est visé par un dispositif incendiaire ainsi que 8 bouteilles de gaz, mais la charge ne fonctionne pas et est désamorcée. |
| 1er avril         | Bastia, Cap Corse (Haute-Corse)    | Des charges explosives artisanales sont retrouvées devant la trésorerie de Bastia centre et devant le centre des finances publiques du Cap Corse. Les bâtiments ont dû être évacués, et les bombes désamorcées par les démineurs de la sécurité civile. |
| 3 avril           | Seine-et-Marne                     | Un homme a été arrêté en Seine-et-Marne le 25 mars par la DGSI pour avoir projeté de commettre un attentat contre une école maternelle et des policiers, connu pour sa radicalisation cet homme était déjà connu des services de renseignement territorial pour sa radicalisation depuis fin 2017 et possiblement perturbé psychologiquement. Il a été interpellé lorsque les enquêteurs se sont aperçus qu’il cherchait à se procurer des armes. Un autre homme est arrêté, soupçonné d'avoir été a minima au courant des intentions meurtrières du premier. |
| 4 avril           | Haute-Garonne                      | Treize préfectures de France ont été menacées par un homme, qui avait envoyé un mail aux autorités françaises leur promettant « un Bataclan par semaine » si elles continuaient de donner leur avis sur les élections en Algérie. Il est interpellé à son domicile dans la région de Toulouse. |
| 12 avril          | Seine-Saint-Denis                  | Un lycéen de 16 ans originaire de Seine-Saint-Denis actif dans l'islam radical sur internet est interpellé par la section anti-terroriste de la brigade criminelle et placé en centre éducatif fermé. Il n'a pas été relevé d'éléments laissant présager un passage à l'acte imminent. |
| 26 avril          | Île-de-France                      | Quatre hommes, dont un mineur déjà condamné par le tribunal pour enfants pour association de malfaiteurs terroriste sont interpellés par la DGSI alors qu'ils étaient « soupçonnés de préparer un passage à l’acte violent, à brève échéance, susceptible de viser les forces de sécurité ». Ils auraient ciblé le Palais de l'Élysée et le commissariat d'Aulnay-sous-Bois. Le mineur avait déjà été arrêté à l’âge de 15 ans alors qu’il cherchait à se rendre en Syrie,. Le 30 avril les quatre individus sont mis en examen et écroués par le parquet de Paris. |
| 3 ou 4 juin       | Aix-en-Provence (Bouches-du-Rhône) | Un néonazi est arrêté le 3 ou 4 juin à Aix-en-Provence, il comptait faire « un carnage » au dîner du Conseil représentatif des institutions juives de France du 5 juin à Marseille. Des armes de poing factices, des munitions, sept armes blanches et un équipement commando sont retrouvés à son domicile. |
| courant septembre | inconnu                            | Le ministre de l'Intérieur annonce qu'un homme voulant détourner un avion pour commettre un attentat a été arrêté juste avant l'attentat de la préfecture de police de Paris, il s'est inspiré des attentats du 11 septembre 2001 à New York. Il s'agirait du 60e attentat déjoué depuis 2013 sur le sol français, mais selon Le Canard Enchaîné, le projet n'a pas dépassé le stade d'un message sur les réseaux sociaux et deux des trois suspects ont été rapidement relâchés. |

## Apologie de terrorisme
| Date        | Lieu       | Description |
| ----------- | ---------- | --- |
| 27 novembre | Strasbourg | Deux individus tchétchènes se photographient au marché de Noël, l'index pointé vers le ciel, un geste souvent reproduit par les groupes terroristes ou les sympathisants des groupes terroristes. Ils sont repérés par une patrouille de CRS qui les ont immédiatement interpellés. L'interpellation intervient pratiquement 1 an après l'attentat djihadistes du marché de Noël perpétré par Chérif Chekatt et qui a fait 5 morts. |

## Enquêtes
- 18 mars : dans le cadre du contrôle d'alcoolémie d'un conducteur de véhicule à Paris, un passager fiché S pour son appartenance à la mouvance jihadiste qui faisait l'objet d'un mandat d'arrêt européen est interpellé[31].
- Octobre 2019 : une huitième personne est mise en examen pour « association de malfaiteurs terroriste criminelle » ainsi que pour « détention et cession d’armes de catégorie A et B en relation avec une entreprise terroriste » dans le cadre de l'enquête sur les attaques du 23 mars 2018 à Carcassonne et Trèbes[32].
- 11 novembre : dans le cadre de l'enquête sur l'attentat déjoué contre le président de la République Emmanuel Macron en novembre 2018[33], deux complices présumés d'ultra-droite sont arrêtés à Bouzonville et Sarrebourg en sus des quatre autres personnes interpellées l'année précédente[34].
- 21 novembre : par un réquisitoire de 562 pages, le parquet national antiterroriste requiert un procès aux assises contre 20 personnes suspectées d'être impliquées dans les attentats du 13 novembre 2015, notamment pour des faits de meurtres, tentatives de meurtres et séquestration, en bande organisée et en relation avec une entreprise terroriste. Parmi les suspects, onze sont en détention en France ou en Belgique dont Salah Abdeslam et des individus également possiblement impliqués dans les attentats du 22 mars 2016 à Bruxelles, trois sous contrôle judiciaire et six en fuite, dont Oussama Atar, un Belge soupçonné d'avoir planifié les attentats depuis la Syrie et porté disparu[35].
- décembre 2019 : un homme de 37 ans est interpellé dans le cadre de l'enquête sur le double assassinat du 13 juin 2016 à Magnanville. Mis en examen[36], il est rapidement mis hors de cause[37].

## Procès
- 29 mars : Jawad Bendaoud est condamné à 4 ans de prison ferme par la cour d'appel de Paris pour avoir logé deux terroristes, Abdelhamid Abaaoud et Chakib Akrouh, après les attentats du 13 novembre 2015[38]. La cour estime qu'il n'est pas crédible que Jawad Bendaoud « alors que la France était en proie au pire attentat de son histoire contemporaine (…) se soit abstenu de voir les informations du samedi 14 au mardi 17 [novembre] et n’ait pas vu (…) les photographies d’Abdelhamid Abaaoud présenté comme l’organisateur des attentats[39] ». Le coaccusé Youssef Aït Boulahcen est condamné à quatre de prison ferme, contre quatre ans dont une année ferme en première instance[39].
- En avril 2019, Inès Madani est jugée devant la 16e chambre du tribunal correctionnel de Paris pour son implication dans le forum djihadiste Ansar Dawla, qu'elle coanimait avec un complice, en se faisant passer pour un homme sous divers pseudonymes[40].
- 18 avril : La cour d’assises spéciale de Paris condamne Abdelkader Merah à 30 ans de réclusion criminelle pour « association de malfaiteurs » et « complicité d’assassinats » pour les attentats commis par son frère Mohammed Merah en mars 2012 à Toulouse et Montauban[41].
- 6 mai : Une femme franco-marocaine de 26 ans, veuve d'un jihadiste tunisien qu'elle avait rejoint en Syrie en avril 2014, est expulsée de Turquie (où elle avait fait acte de reddition) et arrêtée à son arrivée en France[42].
- 17 mai : Un homme de 26 ans est mis en examen pour infraction à la législation sur les armes en relation avec une entreprise terroriste et association de malfaiteurs terroriste criminelle et placé en détention provisoire. Les autres suspects sont relâchés. Il est soupçonné d’avoir joué un rôle dans la fourniture d'armes au terroriste Cherif Chekatt, auteur de l'attentat du marché de Noël de Strasbourg le 11 décembre 2018[43].
- juillet :  Interpellé en décembre 2018 à Djibouti, Peter Cherif est mis en examen pour « association de malfaiteurs terroriste criminelle » dans un volet de l'attentat contre Charlie Hebdo[44].
- 23 septembre : ouverture du procès de l'attentat manqué de la cathédrale Notre-Dame de Paris (4 septembre 2016) fomenté par un commando féminin[45]. Le 14 octobre 2019, Inès Madani est condamnée à une peine de prison de 30 ans, Ornella Gilligmann à 25 ans, Sarah Hervouët et Amel Sakaou à 20 ans. Absent du procès et possiblement mort, Rachid Kassim est condamné à la réclusion à perpétuité[46].
- 23 octobre : Le procès des attentats de janvier 2015 est fixé du 4 mai au 10 juillet 2020. Quatorze suspects, dont trois possiblement décédés, soupçonnés d’avoir apporté leur aide aux frères Kouachi et Amédy Coulibaly, sont amenés à comparaître devant une cour d’assises spéciale au tribunal de Paris porte de Clichy[47].
- 6 novembre : décision de renvoi vers la cour d'assises de mineurs de trois personnes interpellées à Montpellier, Marseille et Clermont-Ferrand les 10 février et le 21 février 2017 suspectés de préparer des actes terroristes, notamment sur le site de la tour Eiffel[48].
- 19 novembre : ouverture du procès d'Anne-Diana Clain, sœur de Fabien Clain et Jean-Michel Clain[49]. Le 20 novembre, Anne Diana Clain, est condamnée à neuf ans de prison, assortis d’une période de sûreté des deux tiers. Son époux, Mohamed Amri, un Tunisien de 58 ans, est condamné à dix ans de prison avec une période de sûreté de deux tiers et interdiction définitive du territoire français[50].
- 19 novembre : ouverture du procès de Bilal Taghi, détenu qui avait tenté d'assassiner deux surveillants de la maison d'arrêt d'Osny en septembre 2016[51]. Il est condamné le 22 novembre à vingt-huit ans de prison avec une période de sûreté de deux tiers et interdiction définitive du territoire français[52].
- 9 décembre : ouverture devant une cour d'assises spéciale à Paris du procès de Moussa Coulibaly, un délinquant radicalisé qui avait attaqué au couteau trois militaires en faction devant un centre communautaire juif à Nice dans le cadre du plan Vigipirate le 3 février 2015[53]. Le 12 décembre, il est condamné à 30 ans de prison avec une période de sûreté des deux tiers[54].

## Aide aux victimes
Le 15 février 2019, la présidence de la République annonce que le 11 mars sera, à compter de 2020, une Journée nationale d’hommage aux victimes du terrorisme, le même jour que la Journée européenne qui commémore les attentats de Madrid du 11 mars 2004 qui firent 191 morts.